# Козий-1
Козий-1 — поселок в Новоспасском районе Ульяновской области. Входит в состав Коптевское сельское поселение.

## География
Находится на расстоянии примерно 15 километров по прямой на восток-северо-восток от районного центра поселка Новоспасское.

## История
В поздний советский период работал колхоз «Заветы Ильича». 

## Население
Население составляло 43 человека в 2002 году (русские 100%), 19 по переписи 2010 года.